# Circuit féminin de l'ITF 2021
Pour un article plus général, voir Circuit féminin de l'ITF.
Le circuit féminin de l'ITF 2021 est la saison 2021 du circuit de tennis féminin organisé par l'ITF. Il représente l'échelon inférieur du circuit professionnel derrière le WTA Tour. Les tournois qui le composent sont dotés de 15 000 à 100 000 $ et incluent ou non l'hébergement.

## Résultats
| Catégorie | Dotation                  | Points WTA |
| --------- | ------------------------- | ---------- |
| W100      | 100 000 $ ou 100 000 $ +H | 140 / 150  |
| W80       | 80 000 $ ou 80 000 $ +H   | 115 / 130  |
| W60       | 60 000 $ ou 60 000 $ +H   | 80 / 100   |
| W25       | 25 000 $ ou 25 000 $ +H   | 50 / 60    |
| W15       | 15 000 $ ou 15 000 $ +H   | 12 / 25    |

Source: (en) Site officiel de l'ITF Women's World Tour 2021

### Janvier
| Date        | Lieu du tournoi         | Surface      | Dotation | Vainqueur                                                     | Finaliste                                                     | Score                                                         |
| ----------- | ----------------------- | ------------ | -------- | ------------------------------------------------------------- | ------------------------------------------------------------- | ------------------------------------------------------------- |
| 28 décembre | W15 Monastir            | Dur (ext.)   | 15 000 $ | Anna Sisková                                                  | Amélie Van Impe                                               | 0-6, 6-4, 7-63                                                |
| 4 janvier   | W60+H Traralgon         | Dur (ext.)   | 60 000 $ | Annulé                                                        | Annulé                                                        | Annulé                                                        |
| 4 janvier   | W15 Le Caire            | Terre battue | 15 000 $ | Jéssica Bouzas Maneiro                                        | Chantal Škamlová                                              | 2-6, 7-5, 6-3                                                 |
| 4 janvier   | W15 Antalya             | Terre battue | 15 000 $ | Tamara Čurović                                                | Aurora Zantedeschi                                            | 7-5, 7-64                                                     |
| 4 janvier   | W15 Monastir            | Dur (ext.)   | 15 000 $ | Salma Djoubri                                                 | Zeel Desai                                                    | 6-4, 3-6, 6-2                                                 |
| 11 janvier  | W25 Hambourg            | Dur (int.)   | 25 000 $ | Qinwen Zheng                                                  | Linda Fruhvirtová                                             | 6-2, 6-3                                                      |
| 11 janvier  | W15 Le Caire            | Terre battue | 15 000 $ | Jéssica Bouzas Maneiro                                        | Anastasia Nefedova                                            | 6-0, 6-0                                                      |
| 11 janvier  | W15 Antalya             | Terre battue | 15 000 $ | Berfu Cengiz                                                  | İpek Öz                                                       | 3-6, 6-2, 6-4                                                 |
| 11 janvier  | W15 Monastir            | Dur (ext.)   | 15 000 $ | Tournoi non terminé en raisons des conditions météorologiques | Tournoi non terminé en raisons des conditions météorologiques | Tournoi non terminé en raisons des conditions météorologiques |
| 11 janvier  | W15 Bratislava          | Dur (int.)   | 15 000 $ | Annulé                                                        | Annulé                                                        | Annulé                                                        |
| 18 janvier  | W25 Fujairah            | Dur (ext.)   | 25 000 $ | Clara Tauson                                                  | Viktorija Golubic                                             | 6-0, 4-6, 6-3                                                 |
| 18 janvier  | W15 Le Caire            | Terre battue | 15 000 $ | Sinja Kraus                                                   | Elina Avanesyan                                               | 6-2, 6-3                                                      |
| 18 janvier  | W15 Antalya             | Terre battue | 15 000 $ | Tournoi non terminé en raisons des conditions météorologiques | Tournoi non terminé en raisons des conditions météorologiques | Tournoi non terminé en raisons des conditions météorologiques |
| 18 janvier  | W15 Manacor             | Dur (ext.)   | 15 000 $ | Alexandra Eala                                                | Yvonne Cavallé-Reimers                                        | 5-7, 6-1, 6-2                                                 |
| 18 janvier  | W15 Monastir            | Dur (ext.)   | 15 000 $ | Annulé                                                        | Annulé                                                        | Annulé                                                        |
| 25 janvier  | W60 Andrézieux-Bouthéon | Dur (int.)   | 60 000 $ | Harmony Tan                                                   | Jaqueline Cristian                                            | 3-6, 6-2, 6-1                                                 |
| 25 janvier  | W60 Rome                | Dur (ext.)   | 60 000 $ | Irene Burillo Escorihuela                                     | Grace Min                                                     | 1-6, 7-64, 6-1                                                |
| 25 janvier  | W60+H Traralgon         | Dur (ext.)   | 60 000 $ | Annulé                                                        | Annulé                                                        | Annulé                                                        |
| 25 janvier  | W15 Le Caire            | Terre battue | 15 000 $ | Chantal Škamlová                                              | Anastasia Nefedova                                            | 6-4, 5-7, 6-4                                                 |
| 25 janvier  | W15 Antalya             | Terre battue | 15 000 $ | Tournoi non terminé en raisons des conditions météorologiques | Tournoi non terminé en raisons des conditions météorologiques | Tournoi non terminé en raisons des conditions météorologiques |
| 25 janvier  | W15 Manacor             | Dur (ext.)   | 15 000 $ | Simona Waltert                                                | Yvonne Cavallé-Reimers                                        | 6-2, 7-64                                                     |
| 25 janvier  | W15 Monastir            | Dur (ext.)   | 15 000 $ | Annulé                                                        | Annulé                                                        | Annulé                                                        |

### Février
| Date        | Lieu du tournoi     | Surface      | Dotation | Vainqueur           | Finaliste           | Score          |
| ----------- | ------------------- | ------------ | -------- | ------------------- | ------------------- | -------------- |
| 1er février | W60+H Traralgon     | Dur (ext.)   | 60 000 $ | Annulé              | Annulé              | Annulé         |
| 1er février | W15 Antalya         | Terre battue | 15 000 $ | Miriam Bulgaru      | Park So-hyun        | 6-2, 6-3       |
| 1er février | W15 Manacor         | Dur (ext.)   | 15 000 $ | Oksana Selekhmeteva | Suzan Lamens        | 6-3, 6-2       |
| 1er février | W15 Shymkent        | Dur (int.)   | 15 000 $ | Yuliya Hatouka      | Anastasia Tikhonova | 7-5, 6-2       |
| 1er février | W15 Charm el-Cheikh | Dur (ext.)   | 15 000 $ | Magali Kempen       | Sofia Costoulas     | 6-3, 6-2       |
| 1er février | W15 Monastir        | Dur (ext.)   | 15 000 $ | Linda Fruhvirtová   | Manon Arcangioli    | 7-65, 7-5      |
| 8 février   | W25 Potchefstroom   | Dur (ext.)   | 25 000 $ | Nuria Párrizas Díaz | Anna Bondár         | 6-1, 4-6, 6-2  |
| 8 février   | W25 Grenoble        | Dur (int.)   | 25 000 $ | Viktorija Golubic   | Maryna Zanevska     | 6-1, 4-6, 7-62 |
| 8 février   | W15 Villena         | Dur (ext.)   | 15 000 $ | Laura Pigossi       | Ekaterina Yashina   | 3-6, 6-0, 6-4  |
| 8 février   | W15 Shymkent        | Dur (int.)   | 15 000 $ | Anastasia Tikhonova | Yuliya Hatouka      | 7-5, 2-6, 7-62 |
| 8 février   | W15 Charm el-Cheikh | Dur (ext.)   | 15 000 $ | Lucia Bronzetti     | Nefisa Berberović   | 7-64, 6-0      |
| 8 février   | W15 Monastir        | Dur (ext.)   | 15 000 $ | Linda Fruhvirtová   | Inès Ibbou          | 6-2, 6-2       |
| 8 février   | W15 Antalya         | Terre battue | 15 000 $ | Polina Kudermetova  | Marta Custic        | 6-2, 1-6, 6-3  |
| 15 février  | W25 Potchefstroom   | Dur (ext.)   | 25 000 $ | Nuria Párrizas Díaz | Carol Zhao          | 6-3, 6-0       |
| 15 février  | W25 Orlando         | Dur (ext.)   | 25 000 $ | Katie Swan          | Robin Anderson      | 6-1, 6-3       |
| 15 février  | W25 Altenkirchen    | Carpette     | 25 000 $ | Clara Tauson        | Simona Waltert      | 3-6, 6-1, 6-3  |
| 15 février  | W15 Antalya         | Terre battue | 15 000 $ | Andreea Prisacariu  | Aurora Zantedeschi  | 6-3, 7-5       |
| 15 février  | W15 Charm el-Cheikh | Dur (ext.)   | 15 000 $ | Shalimar Talbi      | Linda Nosková       | 6-3, 2-6, 6-3  |
| 15 février  | W15 Monastir        | Dur (ext.)   | 15 000 $ | Weronika Falkowska  | Viktória Morvayová  | 6-3, 6-3       |
| 22 février  | W25 Moscou          | Dur (int.)   | 25 000 $ | Urszula Radwańska   | Yuliya Hatouka      | 4-6, 6-3, 6-4  |
| 22 février  | W25 Boca Raton      | Dur (ext.)   | 25 000 $ | Varvara Lepchenko   | Claire Liu          | 3-6, 6-4, 6-0  |
| 22 février  | W25 Poitiers        | Dur (int.)   | 25 000 $ | Daria Snigur        | Clara Burel         | 3-6, 6-2, 7-5  |
| 22 février  | W25 Mâcon           | Dur (int.)   | 25 000 $ | Annulé              | Annulé              | Annulé         |
| 22 février  | W15 Charm el-Cheikh | Dur (ext.)   | 15 000 $ | Sabine Rutlauka     | Svenja Ochsner      | 64-7, 7-5, 7-5 |
| 22 février  | W15 Monastir        | Dur (ext.)   | 15 000 $ | Weronika Falkowska  | Francesca Curmi     | 6-2, 6-0       |
| 22 février  | W15 Antalya         | Terre battue | 15 000 $ | Dea Herdželaš       | Nuria Brancaccio    | 6-3, 7-5       |

### Mars
| Date     | Lieu du tournoi       | Surface             | Dotation | Vainqueur             | Finaliste              | Score          |
| -------- | --------------------- | ------------------- | -------- | --------------------- | ---------------------- | -------------- |
| 1er mars | W25 Manacor           | Dur (ext.)          | 25 000 $ | Nuria Párrizas Díaz   | Marina Bassols Ribera  | 6-2, 6-1       |
| 1er mars | W25 Newport Beach     | Dur (ext.)          | 25 000 $ | Danielle Lao          | Claire Liu             | 6-2, 4-6, 6-2  |
| 1er mars | W15 Antalya           | Terre battue        | 15 000 $ | Nuria Brancaccio      | Jang Su-jeong          | 7-5, 6-4       |
| 1er mars | W15 New Delhi         | Terre battue        | 15 000 $ | Pia Lovrič            | Irina Khromacheva      | 7-5, 6-4       |
| 1er mars | W15 Charm el-Cheikh   | Dur (ext.)          | 15 000 $ | Erika Andreeva        | Jenny Duerst           | 1-6, 7-63, 6-0 |
| 1er mars | W15 Monastir          | Dur (ext.)          | 15 000 $ | Weronika Falkowska    | Sinja Kraus            | 6-3, 7-61      |
| 8 mars   | W25 Pune              | Dur (ext.)          | 25 000 $ | Laura Pigossi         | Marianna Zakarlyuk     | 6-0, 3-6, 7-65 |
| 8 mars   | W25 Kazan             | Dur (int.)          | 25 000 $ | Yuliya Hatouka        | Urszula Radwanska      | 7-66, 4-6, 6-4 |
| 8 mars   | W25 Newport Beach     | Dur (ext.)          | 25 000 $ | Annulé                | Annulé                 | Annulé         |
| 8 mars   | W15 Antalya           | Terre battue        | 15 000 $ | Park So-hyun          | Nuria Brancaccio       | 6-4, 6-0       |
| 8 mars   | W15+H Amiens          | Terre battue (int.) | 15 000 $ | Seone Mendez          | Paula Ormaechea        | 6-4, 6-2       |
| 8 mars   | W15 Charm el-Cheikh   | Dur (ext.)          | 15 000 $ | Yuriko Miyazaki       | Momoko Kobori          | 6-2, 4-6, 6-3  |
| 8 mars   | W15 Monastir          | Dur (ext.)          | 15 000 $ | Jana Kolodynska       | Lucrezia Stefanini     | 1-6, 6-0, 7-65 |
| 8 mars   | W15 Manacor           | Dur (ext.)          | 15 000 $ | Marina Bassols Ribera | Camilla Rosatello      | 7-5, 6-2       |
| 15 mars  | W15 Gonesse           | Terre battue (int.) | 15 000 $ | Marine Partaud        | Jéssica Bouzas Maneiro | 6-4, 6-3       |
| 15 mars  | W15 Charm el-Cheikh   | Dur (ext.)          | 15 000 $ | Sakura Hosogi         | Eri Hozumi             | 7-5, 6-2       |
| 15 mars  | W15 Monastir          | Dur (ext.)          | 15 000 $ | Monika Kilnarová      | Anastasia Nefedova     | 2-6, 6-2, 6-4  |
| 15 mars  | W15 Antalya           | Terre battue        | 15 000 $ | Jang Su-jeong         | Mai Hontama            | 4-6, 6-3, 6-2  |
| 15 mars  | W15 Bratislava        | Dur (int.)          | 15 000 $ | Linda Nosková         | Tereza Smitková        | 4-6, 7-64, 7-5 |
| 22 mars  | W25 Buenos Aires      | Terre battue        | 25 000 $ | Yuki Naito            | Carolina Alvès         | 1-6, 6-4, 6-3  |
| 22 mars  | W15 Antalya           | Terre battue        | 15 000 $ | Cristina Dinu         | Mai Hontama            | 6-2, 6-3       |
| 22 mars  | W15 Bratislava        | Dur (int.)          | 15 000 $ | Linda Nosková         | Iva Primorac           | 6-3, 7-64      |
| 22 mars  | W15 Le Havre          | Terre battue (int.) | 15 000 $ | Lucia Bronzetti       | Sara Cakarevic         | 6-3, 6-1       |
| 22 mars  | W15 Charm el-Cheikh   | Dur (ext.)          | 15 000 $ | Yuriko Miyazaki       | Matilda Mutavdzic      | 6-3, 6-3       |
| 22 mars  | W15 Monastir          | Dur (ext.)          | 15 000 $ | Anastasia Kulikova    | Suzan Lamens           | 6-4, 2-6, 6-3  |
| 29 mars  | W60 Croissy-Beaubourg | Dur (int.)          | 25 000 $ | Annulé                | Annulé                 | Annulé         |
| 29 mars  | W25 Villa María       | Terre battue        | 25 000 $ | Beatriz Haddad Maia   | Francesca Jones        | 5-7, 6-4, 6-2  |
| 29 mars  | W25 Dubaï             | Dur (ext.)          | 25 000 $ | Jodie Burrage         | Yuliya Hatouka         | 6-4, 6-3       |
| 29 mars  | W15 Antalya           | Terre battue        | 15 000 $ | Andreea Prisacariu    | Ane Mintegi Del Olmo   | 6-3, 7-5       |
| 29 mars  | W15 Charm el-Cheikh   | Dur (ext.)          | 15 000 $ | Paige Hourigan        | Anna Sisková           | 3-6, 6-1, 6-2  |
| 29 mars  | W15 Monastir          | Dur (ext.)          | 15 000 $ | Anna Kubareva         | Angelica Raggi         | 6-1, 6-1       |

### Avril
| Date     | Lieu du tournoi     | Surface      | Dotation | Vainqueur                             | Finaliste                             | Score                                 |
| -------- | ------------------- | ------------ | -------- | ------------------------------------- | ------------------------------------- | ------------------------------------- |
| 5 avril  | W60 Bellinzona      | Terre battue | 60 000 $ | Julia Grabher                         | Lucia Bronzetti                       | 6-2, 6-3                              |
| 5 avril  | W25 Córdoba         | Terre battue | 25 000 $ | Beatriz Haddad Maia                   | Panna Udvardy                         | 6-2, 6-2                              |
| 5 avril  | W15 Charm el-Cheikh | Dur (ext.)   | 15 000 $ | Lee Ya-hsuan                          | Olivia Gadecki                        | 6-3, 6-3                              |
| 5 avril  | W15 Shymkent        | Terre battue | 15 000 $ | Jessie Aney                           | Evialina Laskevich                    | 6-4, 6-2                              |
| 5 avril  | W15 Antalya         | Terre battue | 15 000 $ | Andreea Roșca                         | Miriam Kolodziejová                   | 7-5, 6-3                              |
| 5 avril  | W15 Monastir        | Dur (ext.)   | 15 000 $ | Salma Djoubril                        | Magali Kempen                         | 6-3, 6-4                              |
| 12 avril | W60 Oeiras          | Terre battue | 60 000 $ | Polona Hercog                         | Clara Burel                           | Forfait                               |
| 12 avril | W25+H Calvi         | Dur (ext.)   | 25 000 $ | Valeria Savinykh                      | Susan Bandecchi                       | 6-1, 6-4                              |
| 12 avril | W25 Pelham          | Terre battue | 25 000 $ | Tournoi déplacé au 17 mai             | Tournoi déplacé au 17 mai             | Tournoi déplacé au 17 mai             |
| 12 avril | W15 Shymkent        | Terre battue | 15 000 $ | Jessie Aney                           | Tamara Curovic                        | 5-7, 7-66, 6-0                        |
| 12 avril | W15 Le Caire        | Terre battue | 15 000 $ | Elina Avanesyan                       | Eri Shimizu                           | 6-1, 6-0                              |
| 12 avril | W15 Antalya         | Terre battue | 15 000 $ | Anastasiia Sobolieva                  | Nuria Brancaccio                      | 6-0, 7-65                             |
| 12 avril | W15 Monastir        | Dur (ext.)   | 15 000 $ | Joanne Zuger                          | Magali Kempen                         | 7-64, 5-7, 7-65                       |
| 19 avril | W80+H Saint-Malo    | Terre battue | 80 000 $ | Reclassé en WTA125K, déplacé au 3 mai | Reclassé en WTA125K, déplacé au 3 mai | Reclassé en WTA125K, déplacé au 3 mai |
| 19 avril | W25 Oeiras          | Terre battue | 25 000 $ | Anhelina Kalinina                     | Jang Su-jeong                         | 6-4, 4-6, 6-4                         |
| 19 avril | W15 Monastir        | Dur (ext.)   | 15 000 $ | Paige Hourigan                        | Monika Kilnarová                      | 6-3, 6-2                              |
| 19 avril | W15 Le Caire        | Terre battue | 15 000 $ | Maria Timofeeva                       | Sandra Samir                          | 6-3, 6-3                              |
| 19 avril | W15 Antalya         | Terre battue | 15 000 $ | Sada Nahimana                         | Anastasiia Sobolieva                  | 6-4, 7-68                             |
| 26 avril | W80 Wiesbaden       | Terre battue | 80 000 $ | Tournoi déplacé au 20 septembre       | Tournoi déplacé au 20 septembre       | Tournoi déplacé au 20 septembre       |
| 26 avril | W60 Zagreb          | Terre battue | 60 000 $ | Anhelina Kalinina                     | Kamilla Rakhimova                     | 6-1, 6-3                              |
| 26 avril | W60 Charlottesville | Terre battue | 60 000 $ | Claire Liu                            | Wang Xinyu                            | 3-6, 6-4, 4-1 ab.                     |
| 26 avril | W25 Oeiras          | Terre battue | 25 000 $ | María Gutiérrez Carrasco              | Marina Melnikova                      | 6-3, 6-2                              |
| 26 avril | W25 Jhajjar         | Terre battue | 25 000 $ | Annulé                                | Annulé                                | Annulé                                |
| 26 avril | W25 Medellín        | Terre battue | 25 000 $ | Tournoi déplacé au 17 mai             | Tournoi déplacé au 17 mai             | Tournoi déplacé au 17 mai             |
| 26 avril | W15 Le Caire        | Terre battue | 15 000 $ | Elina Avanesyan                       | Zhibek Kulambayeva                    | 3-6, 6-4, 6-4                         |
| 26 avril | W15 Antalya         | Terre battue | 15 000 $ | Olivia Gadecki                        | Julia Avdeeva                         | 6-3, 6-2                              |
| 26 avril | W15 Monastir        | Dur (ext.)   | 15 000 $ | Monika Kilnarová                      | Daniela Vismane                       | 6-4, 7-65                             |

### Mai
| Date   | Lieu du tournoi                | Surface      | Dotation  | Vainqueur            | Finaliste                  | Score             |
| ------ | ------------------------------ | ------------ | --------- | -------------------- | -------------------------- | ----------------- |
| 3 mai  | W100 Charleston                | Terre battue | 100 000 $ | Claire Liu           | Madison Brengle            | 6-2, 7-66         |
| 3 mai  | W25 Naples                     | Terre battue | 25 000 $  | Panna Udvardy        | Irina Fetecău              | 6-0, 6-3          |
| 3 mai  | W25 Prague                     | Terre battue | 25 000 $  | Jule Niemeier        | Dalma Gálfi                | 6-4, 6-2          |
| 3 mai  | W25 Salinas                    | Dur (ext.)   | 25 000 $  | Mai Hontama          | Carol Zhao                 | 7-5, 6-1          |
| 3 mai  | W25 Jhajjar                    | Terre battue | 25 000 $  | Annulé               | Annulé                     | Annulé            |
| 3 mai  | W15 Ramat Ha-Sharon            | Dur (ext.)   | 15 000 $  | Valentina Ryser      | Lina Glushko               | 7-5, 6-1          |
| 3 mai  | W15 Monastir                   | Dur (ext.)   | 15 000 $  | Angelica Raggi       | Anastasia Kulikova         | 7-64, 6-4         |
| 3 mai  | W15 Le Caire                   | Terre battue | 15 000 $  | Gergana Topalova     | Elina Avanesyan            | 6-3, 6-3          |
| 3 mai  | W15 Antalya                    | Terre battue | 15 000 $  | Polina Leykina       | Julia Avdeeva              | 6-1, 6-0          |
| 3 mai  | W15 Jönköping                  | Terre battue | 15 000 $  | Annulé               | Annulé                     | Annulé            |
| 10 mai | W100 Bonita Springs            | Terre battue | 100 000 $ | Katie Volynets       | Irina Bara                 | 64-7, 7-62, 6-1   |
| 10 mai | W60+H La Bisbal d'Empordà      | Terre battue | 60 000 $  | Irina Khromacheva    | Arantxa Rus                | 6-4, 1-6, 7-68    |
| 10 mai | W60 Saint-Gaudens              | Terre battue | 60 000 $  | Clara Burel          | Alexandra Dulgheru         | 2-6, 6-1, 6-2     |
| 10 mai | W25 Salinas                    | Dur (ext.)   | 25 000 $  | Lucrezia Stefanini   | Susan Bandecchi            | 6-1, 6-3          |
| 10 mai | W25 Daytona Beach              | Terre battue | 25 000 $  | Annulé               | Annulé                     | Annulé            |
| 10 mai | W15 Jérusalem                  | Dur (ext.)   | 15 000 $  | Shavit Kimchi        | Ekaterina Yashina          | 6-4, 6-3          |
| 10 mai | W15 Monastir                   | Dur (ext.)   | 15 000 $  | Anastasia Kulikova   | Anna Kubareva              | 6-1, 6-3          |
| 10 mai | W15 Antalya                    | Terre battue | 15 000 $  | Cristina Dinu        | Gabriela Cé                | 6-3, 6-0          |
| 10 mai | W15 Héraklion                  | Terre battue | 15 000 $  | Annulé               | Annulé                     | Annulé            |
| 10 mai | W15 Lund                       | Terre battue | 15 000 $  | Annulé               | Annulé                     | Annulé            |
| 17 mai | W25 Platja d'Aro               | Terre battue | 25 000 $  | Rebeka Masarova      | Irene Burillo Escorihuela  | 6-3, 3-6, 6-2     |
| 17 mai | W25 Pelham                     | Terre battue | 25 000 $  | Panna Udvardy        | Jamie Loeb                 | 65-7, 6-4, 6-3    |
| 17 mai | W25 Incheon                    | Dur (ext.)   | 25 000 $  | Tournoi reporté      | Tournoi reporté            | Tournoi reporté   |
| 17 mai | W25 Medellín                   | Terre battue | 25 000 $  | Annulé               | Annulé                     | Annulé            |
| 17 mai | W15 Šibenik                    | Terre battue | 15 000 $  | Dea Herdželaš        | Darja Viďmanová            | 6-2, 3-6, 6-4     |
| 17 mai | W15 Héraklion                  | Terre battue | 15 000 $  | Lena Papadakis       | Melanie Klaffner           | 6-2, 3-6, 6-4     |
| 17 mai | W15 Antalya                    | Terre battue | 15 000 $  | Cristina Dinu        | Zoë Kruger                 | 6-3, 6-4          |
| 17 mai | W15 Monastir                   | Dur (ext.)   | 15 000 $  | Olga Helmi           | Ayumi Koshiishi            | 6-3, 6-2          |
| 17 mai | W15 Tbilissi                   | Dur (ext.)   | 15 000 $  | Weronika Falkowska   | Valeriia Olianovskaia      | 6-4, 6-3          |
| 24 mai | W25 Liepāja                    | Terre battue | 25 000 $  | Daniela Vismane      | Malene Helgø               | 6-4, 6-4          |
| 24 mai | W25 Otočec (en)                | Terre battue | 25 000 $  | Miriam Kolodziejová  | Dalila Jakupović           | 6-0, 6-2          |
| 24 mai | W15 Héraklion                  | Terre battue | 15 000 $  | Ioana Gașpar         | Arina Gabriela Vasilescu   | 6-0, 6-1          |
| 24 mai | W15 Shymkent                   | Terre battue | 15 000 $  | Zhibek Kulambayeva   | Kristina Dmitruk           | 7-5, 6-0          |
| 24 mai | W15 Antalya                    | Terre battue | 15 000 $  | Ylena In-Albon       | Luisa Meyer auf der Heide  | 6-3, 6-2          |
| 24 mai | W15 Santa Margarida de Montbui | Dur (ext.)   | 15 000 $  | Justina Mikulskytė   | Celia Cerviño Ruiz         | 6-2, 6-0          |
| 24 mai | W15 Monastir                   | Dur (ext.)   | 15 000 $  | Himeno Sakatsume     | Sakura Hosogi              | 6-4, 7-5          |
| 24 mai | W15 Tučepi déplacé à Šibenik   | Terre battue | 15 000 $  | Léolia Jeanjean      | Nefisa Berberović          | 6-2, 6-4          |
| 24 mai | W15 Ibague                     | Terre battue | 15 000 $  | Annulé               | Annulé                     | Annulé            |
| 31 mai | W25 Otočec (en)                | Terre battue | 25 000 $  | Maryna Zanevska      | Lea Bošković               | 7-64, 6-0         |
| 31 mai | W25 Kazan                      | Dur (ext.)   | 25 000 $  | Anna Kubareva        | Valentíni Grammatikopoúlou | 6-1, 6-3          |
| 31 mai | W25 Grado                      | Terre battue | 25 000 $  | Nuria Párrizas Díaz  | Nuria Brancaccio           | 6-3, 5-7, 6-2     |
| 31 mai | W25 Saint-Domingue             | Dur (ext.)   | 25 000 $  | María Carlé          | Conny Perrin               | 6-4, 6-0          |
| 31 mai | W15 Monastir                   | Dur (ext.)   | 15 000 $  | Himeno Sakatsume     | Sakura Hosogi              | 7-5, 7-5          |
| 31 mai | W15 Héraklion                  | Terre battue | 15 000 $  | Darya Astakhova      | Michaela Bayerlová         | 6-3, 6-2          |
| 31 mai | W15 Shymkent                   | Terre battue | 15 000 $  | Anastasiia Sobolieva | Valeriia Olianovskaia      | 6-4, 7-64         |
| 31 mai | W15 Banja Luka                 | Terre battue | 15 000 $  | Anna Gabric          | Romana Čisovská            | 4-6, 6-3, 4-1 ab. |
| 31 mai | W15 Antalya                    | Terre battue | 15 000 $  | Hurricane Tyra Black | Federica Bilardo           | 2-6, 6-4, 6-4     |

### Juin
| Date    | Lieu du tournoi         | Surface      | Dotation  | Vainqueur                 | Finaliste                   | Score           |
| ------- | ----------------------- | ------------ | --------- | ------------------------- | --------------------------- | --------------- |
| 7 juin  | W25 Madrid              | Dur (ext.)   | 25 000 $  | Robin Anderson            | Olivia Gadecki              | 6-3, 63-7, 7-68 |
| 7 juin  | W25 Saint-Domingue      | Dur (ext.)   | 25 000 $  | Ana Sofía Sánchez         | Emina Bektas                | 3-6, 7-63, 7-69 |
| 7 juin  | W25 Montemor-o-Novo     | Dur (ext.)   | 25 000 $  | Beatriz Haddad Maia       | Mariam Bolkvadze            | 6-4, 6-4        |
| 7 juin  | W25 Daegu               | Dur (ext.)   | 25 000 $  | Tournoi reporté           | Tournoi reporté             | Tournoi reporté |
| 7 juin  | W15 Héraklion           | Terre battue | 15 000 $  | Jéssica Bouzas Maneiro    | María José Portillo Ramírez | 6-3, 6-0        |
| 7 juin  | W15 Monastir            | Dur (ext.)   | 15 000 $  | Miharu Imanishi           | Jenna DeFalco               | 6-0, 6-4        |
| 7 juin  | W15 Antalya             | Terre battue | 15 000 $  | Vanda Lukács              | Ilay Yörük                  | 6-0, 5-7, 6-3   |
| 7 juin  | W15 Vilnius             | Dur (int.)   | 15 000 $  | Dea Herdželaš             | Anzhelika Isaeva            | 6-2, 4-0 ab.    |
| 14 juin | W100+H Nottingham       | Gazon (ext.) | 100 000 $ | Alison Van Uytvanck       | Arina Rodionova             | 6-0, 6-4        |
| 14 juin | W60 Staré Splavy (en)   | Terre battue | 60 000 $  | Zheng Qinwen              | Aleksandra Krunić           | 7-65, 6-3       |
| 14 juin | W25 Sumter              | Dur (ext.)   | 25 000 $  | Peyton Stearns            | Fernanda Contreras Gómez    | 6-1, 6-2        |
| 14 juin | W25 Madrid              | Dur (ext.)   | 25 000 $  | Amandine Hesse            | Jéssica Bouzas Maneiro      | 6-4, 7-5        |
| 14 juin | W25 Jönköping           | Terre battue | 25 000 $  | Darya Astakhova           | Lucia Bronzetti             | 6-4, 7-5        |
| 14 juin | W25 Denain              | Terre battue | 25 000 $  | Dalma Gálfi               | Paula Ormaechea             | 6-4, 7-5        |
| 14 juin | W25+H Figueira da Foz   | Dur (ext.)   | 25 000 $  | Tessah Andrianjafitrimo   | Jessika Ponchet             | 63-7, 6-1, 6-0  |
| 14 juin | W15 Monastir            | Dur (ext.)   | 15 000 $  | Mell Reasco               | Katarina Kozarov            | 7-67, 3-6, 6-4  |
| 14 juin | W15 Antalya             | Terre battue | 15 000 $  | Ilona Georgiana Ghioroaie | Federica Bilardo            | 7-5, 6-2        |
| 21 juin | W60 Charleston          | Terre battue | 60 000 $  | Déspina Papamichaíl       | Gabriela Cé                 | 1-6, 6-3, 6-3   |
| 21 juin | W25 Klosters            | Terre battue | 25 000 $  | Ylena In-Albon            | Andreea Prisăcariu          | 6-3, 6-2        |
| 21 juin | W25 Porto               | Dur (ext.)   | 25 000 $  | Mai Hontama               | Anastasia Tikhonova         | 6-4, 6-3        |
| 21 juin | W25 Périgueux           | Terre battue | 25 000 $  | Diane Parry               | Elsa Jacquemot              | 6-3, 6-1        |
| 21 juin | W15 L'Aquila            | Terre battue | 15 000 $  | Tatiana Pieri             | Anne Schaefer               | 2-6, 6-3, 7-5   |
| 21 juin | W15 Monastir            | Dur (ext.)   | 15 000 $  | Valeria Bhunu             | Saki Imamura                | 6-2, 6-2        |
| 21 juin | W15 Antalya             | Terre battue | 15 000 $  | Rosa Vicens Mas           | María Herazo                | 6-1, 6-2        |
| 21 juin | W15 Alkmaar             | Terre battue | 15 000 $  | Quirine Lemoine           | Julia Avdeeva               | 7-66, 6-1       |
| 28 juin | W60 Montpellier         | Terre battue | 60 000 $  | Anhelina Kalinina         | Mayar Sherif                | 6-2, 6-3        |
| 28 juin | W25 La Haye             | Terre battue | 25 000 $  | Quirine Lemoine           | Panna Udvardy               | 7-5, 6-3        |
| 28 juin | W25 Palma del Río       | Dur (ext.)   | 25 000 $  | Rebeka Masarova           | Lulu Sun                    | 6-3, 1-6, 7-64  |
| 28 juin | W25 Wrocław             | Terre battue | 25 000 $  | İpek Öz                   | Chloé Paquet                | 4-6, 6-3, 6-3   |
| 28 juin | W25 Stuttgart-Vaihingen | Terre battue | 25 000 $  | Annulé                    | Annulé                      | Annulé          |
| 28 juin | W15 Antalya             | Terre battue | 15 000 $  | Ilona Georgiana Ghioroaie | Živa Falkner                | 6-4, 6-3        |
| 28 juin | W15 Prokuplje           | Terre battue | 15 000 $  | Darja Semenistaja         | Alice Robbe                 | 6-2, 2-6, 6-3   |
| 28 juin | W15 Monastir            | Dur (ext.)   | 15 000 $  | Elizabeth Mandlik         | Angelica Raggi              | 0-6, 6-2, 6-4   |

### Juillet
| Date       | Lieu du tournoi             | Surface         | Dotation  | Vainqueur                  | Finaliste                 | Score          |
| ---------- | --------------------------- | --------------- | --------- | -------------------------- | ------------------------- | -------------- |
| 5 juillet  | W100 Contrexéville          | Terre battue    | 100 000 $ | Anhelina Kalinina          | Dalma Gálfi               | 6-2, 6-2       |
| 5 juillet  | W60 Amstelveen              | Terre battue    | 60 000 $  | Quirine Lemoine            | Yana Morderger            | 7-5, 6-4       |
| 5 juillet  | W25 Turin                   | Terre battue    | 25 000 $  | Diane Parry                | Lucia Bronzetti           | 7-5, 6-3       |
| 5 juillet  | W25 Lisbonne                | Dur (ext.)      | 25 000 $  | Lulu Sun                   | Ellen Perez               | 7-5, 6-3       |
| 5 juillet  | W25 Nur-Sultan              | Dur (ext.)      | 25 000 $  | Anastasia Tikhonova        | Justina Mikulskytė        | 2-6, 7-5, 6-1  |
| 5 juillet  | W15 Monastir                | Dur (ext.)      | 15 000 $  | Elizabeth Mandlik          | Angelica Raggi            | 6-3, 4-6, 6-0  |
| 5 juillet  | W15 Prokuplje               | Terre battue    | 15 000 $  | Darja Semenistaja          | Natalija Senić            | 6-0, 6-2       |
| 5 juillet  | W15 Ibagué                  | Terre battue    | 15 000 $  | Annulé                     | Annulé                    | Annulé         |
| 12 juillet | W60 Vitoria-Gasteiz         | Dur (ext.)      | 60 000 $  | Rebeka Masarova            | Ane Mintegi Del Olmo      | 7-63, 6-4      |
| 12 juillet | W60 Biarritz                | Terre battue    | 60 000 $  | Francesca Jones            | Oksana Selekhmeteva       | 6-4, 7-64      |
| 12 juillet | W60 Nur-Sultan              | Dur (ext.)      | 60 000 $  | Mariam Bolkvadze           | Valeria Savinykh          | 4-6, 6-3, 6-3  |
| 12 juillet | W25 Tarvisio                | Terre battue    | 25 000 $  | Cristina Dinu              | Gabriela Cé               | 7-5, 6-3       |
| 12 juillet | W25 Telavi                  | Terre battue    | 25 000 $  | Suzan Lamens               | Joanne Zuger              | 7-5, 6-2       |
| 12 juillet | W25 Evansville              | Dur (ext.)      | 25 000 $  | Rebecca Marino             | Mayo Hibi                 | 6-3, 3-6, 6-0  |
| 12 juillet | W25 Medellín                | Terre battue    | 25 000 $  | Annulé                     | Annulé                    | Annulé         |
| 12 juillet | W25 Aschaffenbourg          | Terre battue    | 25 000 $  | Annulé                     | Annulé                    | Annulé         |
| 12 juillet | W15 Almada                  | Dur (ext.)      | 15 000 $  | Alexa Graham               | Georgia Drummy            | 6-1, 6-2       |
| 12 juillet | W15 Monastir                | Dur (ext.)      | 15 000 $  | Eliessa Vanlangendonck     | Tiphanie Lemaître         | 6-3, 6-4       |
| 19 juillet | W60 Olomouc                 | Terre battue    | 60 000 $  | Sára Bejlek                | Paula Ormaechea           | 6-0, 6-0       |
| 19 juillet | W25 Kiev                    | Terre battue    | 25 000 $  | Chloé Paquet               | Fanny Stollár             | 7-63, 3-6, 6-4 |
| 19 juillet | W25 Telavi                  | Terre battue    | 25 000 $  | Valentíni Grammatikopoúlou | Tessah Andrianjafitrimo   | 7-5, 6-4       |
| 19 juillet | W25 Les Contamines-Montjoie | Dur (ext.)      | 25 000 $  | Ylena In-Albon             | Jodie Burrage             | 4-6, 7-5, 7-5  |
| 19 juillet | W25 Imola                   | Terre battue    | 25 000 $  | Annulé                     | Annulé                    | Annulé         |
| 19 juillet | W15 Monastir                | Dur (ext.)      | 15 000 $  | Dalayna Hewitt             | Ayumi Koshiishi           | 6-4, 6-4       |
| 19 juillet | W15 Amarante                | Dur (ext.)      | 15 000 $  | Mei Yamaguchi              | Federica Rossi            | 6-4, 3-6, 6-4  |
| 19 juillet | W15 Le Caire                | Terre battue    | 15 000 $  | Leyre Romero Gormaz        | Tina Nadine Smith         | 7-5, 7-64      |
| 19 juillet | W15 Don Benito              | Carpette (ext.) | 15 000 $  | Olga Parres Azcoitia       | Angelina Wirges           | 2-6, 6-3, 6-4  |
| 19 juillet | W15 Moscou                  | Terre battue    | 15 000 $  | Nigina Abduraimova         | Maria Shusharina          | 6-1, 6-1       |
| 26 juillet | W60 Versmold                | Terre battue    | 60 000 $  | Elina Avanesyan            | Federica Di Sarra         | 64-7, 6-2, 6-2 |
| 26 juillet | W60 Grodzisk Mazowiecki     | Terre battue    | 60 000 $  | Ekaterine Gorgodze         | Chloé Paquet              | 7-67, 0-6, 6-4 |
| 26 juillet | W15 Monastir                | Dur (ext.)      | 15 000 $  | Ayumi Koshiishi            | Eliessa Vanlangendonck    | 6-1, 6-0       |
| 26 juillet | W15 Cordenons               | Terre battue    | 15 000 $  | Mana Kawamura              | Veronika Erjavec          | 7-65, 7-5      |
| 26 juillet | W15 Knokke                  | Terre battue    | 15 000 $  | Séléna Janicijevic         | Lucie Nguyen Tan          | 6-3, 7-60      |
| 26 juillet | W15 Vejle                   | Terre battue    | 15 000 $  | Johanne Christine Svendsen | Park So-hyun              | 2-6, 6-4, 6-1  |
| 26 juillet | W15 Savitaipale             | Terre battue    | 15 000 $  | Elena Malygina             | Emily Seibold             | 4-6, 7-63, 6-2 |
| 26 juillet | W15 Le Caire                | Terre battue    | 15 000 $  | Leyre Romero Gormaz        | Luisa Meyer auf der Heide | 6-2, 6-3       |

### Août
| Date    | Lieu du tournoi               | Surface      | Dotation  | Vainqueur            | Finaliste                   | Score           |
| ------- | ----------------------------- | ------------ | --------- | -------------------- | --------------------------- | --------------- |
| 2 août  | W60 Hechingen                 | Terre battue | 60 000 $  | Annulé               | Annulé                      | Annulé          |
| 2 août  | W25 Pärnu                     | Terre battue | 25 000 $  | Kaia Kanepi          | Anna Sisková                | 7-5, 6-4        |
| 2 août  | W25 Pescara                   | Terre battue | 25 000 $  | Anastasia Grymalska  | Anna Turati                 | 2-6, 7-64, 6-3  |
| 2 août  | W25 Bydgoszcz                 | Terre battue | 25 000 $  | Nastasja Schunk      | Darya Astakhova             | 4-6, 6-2, 6-0   |
| 2 août  | W15 Monastir                  | Dur (ext.)   | 15 000 $  | Olga Helmi           | Akvilė Paražinskaitė        | 6-0, 6-3        |
| 2 août  | W15 Le Caire                  | Terre battue | 15 000 $  | Tina Nadine Smith    | Diletta Cherubini           | 6-0, 6-2        |
| 2 août  | W15 Frederiksberg             | Terre battue | 15 000 $  | Michaela Bayerlová   | Nicole Khirin               | 6-1, 6-1        |
| 9 août  | W100 Landisville              | Terre battue | 100 000 $ | Nuria Párrizas Díaz  | Greet Minnen                | 7-66, 4-6, 7-67 |
| 9 août  | W60 San Bartolomé de Tirajana | Terre battue | 60 000 $  | Arantxa Rus          | Mayar Sherif                | 6-4, 6-2        |
| 9 août  | W25 Radom                     | Terre battue | 25 000 $  | Lucrezia Stefanini   | Miriam Škoch                | 4-6, 6-2, 6-3   |
| 9 août  | W25 Coxyde                    | Terre battue | 25 000 $  | Mirjam Björklund     | Dea Herdželaš               | 7-66, 6-3       |
| 9 août  | W25+H Leipzig                 | Terre battue | 25 000 $  | Annulé               | Annulé                      | Annulé          |
| 9 août  | W15 Bratislava                | Terre battue | 15 000 $  | Darja Semenistaja    | Pia Lovrič                  | 6-4, 6-3        |
| 9 août  | W15 Monastir                  | Dur (ext.)   | 15 000 $  | Ayumi Koshiishi      | Himeno Sakatsume            | 6-3, 7-63       |
| 16 août | W60 San Bartolomé de Tirajana | Terre battue | 60 000 $  | Arantxa Rus          | Victoria Jiménez Kasintseva | 6-0, 6-1        |
| 16 août | W25 Vrnjačka Banja            | Terre battue | 25 000 $  | Cristina Dinu        | Anna Sisková                | 6-1, 7-5        |
| 16 août | W25 Oldenzaal                 | Terre battue | 25 000 $  | Jang Su-jeong        | Malene Helgø                | 6-3, 6-2        |
| 16 août | W25 Ourense                   | Dur (ext.)   | 25 000 $  | Jaimee Fourlis       | Fanny Stollár               | 7-63, 6-3       |
| 16 août | W15 Monastir                  | Dur (ext.)   | 15 000 $  | Ayumi Koshiishi      | Ekaterina Reyngold          | 63-7, 7-62, 6-1 |
| 16 août | W15 Erwitte                   | Dur (ext.)   | 15 000 $  | Julia Middendorf     | Sofia Samavati              | 3-6, 7-5, 6-2   |
| 16 août | W15 Warmbad-Villach           | Terre battue | 15 000 $  | Anna Turati          | Pia Lovrič                  | 6-3, 6-2        |
| 23 août | W60 Prerov                    | Terre battue | 60 000 $  | Linda Nosková        | Alexandra Cadanțu-Ignatik   | 62-7, 6-4, 6-3  |
| 23 août | W25 Verbier                   | Terre battue | 25 000 $  | Ylena In-Albon       | Erika Andreeva              | 6-1, 6-4        |
| 23 août | W25 Almaty                    | Dur (ext.)   | 25 000 $  | Iryna Shymanovich    | Vera Lapko                  | 6-3, 6-2        |
| 23 août | W25 Braunschweig              | Terre battue | 25 000 $  | Nastasja Schunk      | Anna Klasen                 | 6-3, 6-1        |
| 23 août | W25 Vigo                      | Dur (ext.)   | 25 000 $  | Olivia Gadecki       | Yuriko Miyazaki             | 6-2, 6-4        |
| 23 août | W15 Tchornomorsk              | Terre battue | 15 000 $  | Darja Semenistaja    | Nicole Fossa Huergo         | 6-3, 6-2        |
| 23 août | W15 Wanfercee-Baulet          | Terre battue | 15 000 $  | Sofia Samavati       | Astrid Wanja Brune Olsen    | 4-6, 6-3, 6-1   |
| 23 août | W15 Bad Waltersdorf           | Terre battue | 15 000 $  | Antonia Ružić        | Živa Falkner                | 6-2, 6-2        |
| 23 août | W15 Monastir                  | Dur (ext.)   | 15 000 $  | Moyuka Uchijima      | Jenna DeFalco               | 7-5, 6-2        |
| 30 août | W60 Prague                    | Terre battue | 60 000 $  | Magdalena Fręch      | Tereza Smitková             | 6-2, 6-1        |
| 30 août | W60 Collonge-Bellerive        | Terre battue | 60 000 $  | Beatriz Haddad Maia  | İpek Öz                     | 5-7, 6-1, 6-4   |
| 30 août | W25 Marbella                  | Terre battue | 25 000 $  | Park So-hyun         | Marina Melnikova            | 6-1, 7-66       |
| 30 août | W25 Vienne                    | Terre battue | 25 000 $  | Cristina Dinu        | Sinja Kraus                 | 6-3, 6-4        |
| 30 août | W25 Trieste                   | Terre battue | 25 000 $  | Tara Würth           | Mirjam Björklund            | 3-6, 6-4, 7-5   |
| 30 août | W15 Le Caire                  | Terre battue | 15 000 $  | Anastasia Zolotareva | Anastasia Nefedova          | 6-4, 6-4        |
| 30 août | W15 Monastir                  | Dur (ext.)   | 15 000 $  | Moyuka Uchijima      | Ingrid Gamarra Martins      | 6-1, 6-4        |
| 30 août | W15 Aix-en-Provence           | Terre battue | 15 000 $  | Gaëlle Desperrier    | Maria Bondarenko            | 6-4, 6-3        |
| 30 août | W15 Skopje                    | Terre battue | 15 000 $  | Annulé               | Annulé                      | Annulé          |

### Septembre
| Date         | Lieu du tournoi          | Surface      | Dotation | Vainqueur                  | Finaliste                  | Score          |
| ------------ | ------------------------ | ------------ | -------- | -------------------------- | -------------------------- | -------------- |
| 6 septembre  | W60 Montreux             | Terre battue | 60 000 $ | Beatriz Haddad Maia        | Francesca Jones            | 6-4, 6-3       |
| 6 septembre  | W25 Saint-Palais-sur-Mer | Terre battue | 25 000 $ | Amandine Hesse             | Anna Danilina              | 6-3, 6-4       |
| 6 septembre  | W25 Frýdek-Místek        | Terre battue | 25 000 $ | Panna Udvardy              | Sofia Shapatava            | 6-2, 6-1       |
| 6 septembre  | W25 Leiria               | Dur (ext.)   | 25 000 $ | Jessika Ponchet            | Anastasia Kulikova         | 7-63, 6-0      |
| 6 septembre  | W15 Ibague               | Terre battue | 15 000 $ | Thaísa Grana Pedretti      | Yuliana Lizarazo           | 6-4, 1-1 ab.   |
| 6 septembre  | W15 Monastir             | Dur (ext.)   | 15 000 $ | Ma Yexin                   | Aliona Falei               | 6-4, 6-4       |
| 6 septembre  | W15 Le Caire             | Terre battue | 15 000 $ | Lamis Alhussein Abdel Aziz | Julia Stamatova            | 3-6, 6-2, 6-2  |
| 6 septembre  | W15 Varna                | Terre battue | 15 000 $ | Daria Mishina              | Julia Stamatova            | 6-4, 6-4       |
| 6 septembre  | W15 Shymkent             | Terre battue | 15 000 $ | Annulé                     | Annulé                     | Annulé         |
| 13 septembre | W80 Valence              | Terre battue | 80 000 $ | Martina Trevisan           | Dalma Gálfi                | 4-6, 6-4, 6-0  |
| 13 septembre | W60+H Caldas da Rainha   | Dur (ext.)   | 60 000 $ | Zheng Saisai               | Harmony Tan                | 6-4, 3-6, 6-3  |
| 13 septembre | W25 Jablonec nad Nisou   | Terre battue | 25 000 $ | Jesika Malečková           | Aneta Kučmová              | 6-2, 2-6, 6-2  |
| 13 septembre | W25 Medellín             | Terre battue | 25 000 $ | Emiliana Arango            | Laura Pigossi              | 6-0, 6-0       |
| 13 septembre | W25 Johannesbourg        | Dur (ext.)   | 25 000 $ | Richèl Hogenkamp           | Valeria Bhunu              | 6-3, 4-6, 6-3  |
| 13 septembre | W15 Dijon                | Terre battue | 15 000 $ | Alina Granwehr             | Valentina Ryser            | 4-6, 6-2, 6-2  |
| 13 septembre | W15 Monastir             | Dur (ext.)   | 15 000 $ | Anchisa Chanta             | Elena Milovanović          | 7-64, 6-3      |
| 13 septembre | W15 Melilla              | Terre battue | 15 000 $ | Luisa Meyer auf der Heide  | Noelia Bouzó Zanotti       | 6-3, 7-5       |
| 13 septembre | W15 Le Caire             | Terre battue | 15 000 $ | Anastasia Zolotareva       | Gloria Ceschi              | 7-66, 6-2      |
| 13 septembre | W15 Sozopol              | Dur (ext.)   | 15 000 $ | Chiara Catini              | Nastja Kolar               | 4-6, 7-65, 6-3 |
| 13 septembre | W15 Shymkent             | Terre battue | 15 000 $ | Annulé                     | Annulé                     | Annulé         |
| 20 septembre | W80 Wiesbaden            | Terre battue | 80 000 $ | Anna Bondár                | Clara Burel                | 6-2, 6-4       |
| 20 septembre | W80 Valence              | Terre battue | 80 000 $ | Arantxa Rus                | Mihaela Buzărnescu         | 6-4, 7-63      |
| 20 septembre | W25 Fort Worth           | Dur (ext.)   | 25 000 $ | Kaia Kanepi                | Kayla Day                  | 6-2, 6-1       |
| 20 septembre | W25 Santarem             | Dur (ext.)   | 25 000 $ | Raluca Șerban              | Daria Snigur               | 6-3, 6-4       |
| 20 septembre | W25 Johannesbourg        | Dur (ext.)   | 25 000 $ | Alina Charaeva             | Richèl Hogenkamp           | 6-3, 4-6, 6-3  |
| 20 septembre | W15 Monastir             | Dur (ext.)   | 15 000 $ | Olga Helmi                 | Clara Vlasselaer           | 6-1, 6-3       |
| 20 septembre | W15 Cancún               | Dur (ext.)   | 15 000 $ | Anna Rogers                | Christina Rosca            | 6-0, 7-62      |
| 20 septembre | W15 Le Caire             | Terre battue | 15 000 $ | Valeriya Yushchenko        | Anastasia Zolotareva       | 6-2, 6-1       |
| 27 septembre | W80+H Le Neubourg        | Dur (ext.)   | 80 000 $ | Mihaela Buzărnescu         | Anna Bondár                | 6-1, 6-3       |
| 27 septembre | W60 Berkeley             | Dur (ext.)   | 60 000 $ | Usue Maitane Arconada      | Marcela Zacarías           | 6-1, 6-3       |
| 27 septembre | W25 Pretoria             | Dur (ext.)   | 25 000 $ | Zoë Kruger                 | Suzan Lamens               | 3-6, 6-4, 6-4  |
| 27 septembre | W25 Budapest             | Terre battue | 25 000 $ | Réka Luca Jani             | Giulia Gatto-Monticone     | 6-1, 6-4       |
| 27 septembre | W25 Lisbonne             | Terre battue | 25 000 $ | Irene Burillo              | İpek Öz                    | 6-4, 6-0       |
| 27 septembre | W15 Monastir             | Dur (ext.)   | 15 000 $ | Ayla Aksu                  | Pimrada Jattavapornvanit   | 6-3, 6-4       |
| 27 septembre | W15 Lubbock              | Dur (ext.)   | 15 000 $ | Adriana Reami              | McCartney Kessler          | 7-66, 6-1      |
| 27 septembre | W15 Cancún               | Dur (ext.)   | 15 000 $ | Darja Semeņistaja          | María Portillo Ramírez     | 6-3, 7-5       |
| 27 septembre | W15 Le Caire             | Terre battue | 15 000 $ | Anastasia Zolotareva       | Lamis Alhussein Abdel Aziz | 6-2, 3-6, 6-3  |
| 27 septembre | W15 Curtea de Argeș      | Terre battue | 15 000 $ | Annulé                     | Annulé                     | Annulé         |

### Octobre
| Date       | Lieu du tournoi                 | Surface      | Dotation | Vainqueur             | Finaliste                 | Score          |
| ---------- | ------------------------------- | ------------ | -------- | --------------------- | ------------------------- | -------------- |
| 4 octobre  | W60 Las Vegas                   | Dur (ext.)   | 60 000 $ | Emina Bektas          | Yuriko Miyazaki           | 6-1, 6-1       |
| 4 octobre  | W25 Cherbourg-en-Cotentin       | Dur (int.)   | 25 000 $ | Clara Burel           | Émeline Dartron           | 6-4, 6-2       |
| 4 octobre  | W25 Lima                        | Terre battue | 25 000 $ | Anna Sisková          | Dea Herdželaš             | 3-6, 7-5, 6-0  |
| 4 octobre  | W25 Loule                       | Dur (ext.)   | 25 000 $ | Harmony Tan           | Ellen Perez               | 6-4, 6-4       |
| 4 octobre  | W25 Redding                     | Dur (ext.)   | 25 000 $ | Catherine Harrison    | Dalila Jakupović          | 6-1, 6-1       |
| 4 octobre  | W15 Cancún                      | Dur (ext.)   | 15 000 $ | Darja Semeņistaja     | María Portillo Ramírez    | 5-7, 7-65, 6-0 |
| 4 octobre  | W15 Monastir                    | Dur (ext.)   | 15 000 $ | Sebastianna Scilipoti | Tess Sugnaux              | 6-3, 6-1       |
| 4 octobre  | W15 Hilton Head                 | Terre battue | 15 000 $ | Katerina Stewart      | Raveena Kinglsey          | 6-4, 6-2       |
| 4 octobre  | W15 Charm el-Cheikh             | Dur (ext.)   | 15 000 $ | Lena Ruppert          | Arina Gabriela Vasilescu  | 6-1, 6-0       |
| 4 octobre  | W15 Sozopol                     | Dur (ext.)   | 15 000 $ | Ku Yeon-woo           | Julia Terziyska           | 6-4, 6-2       |
| 11 octobre | W60 Rancho Santa Fe             | Dur (ext.)   | 60 000 $ | Rebecca Peterson      | Elvina Kalieva            | 6-4, 6-0       |
| 11 octobre | W25 Florence                    | Dur (ext.)   | 25 000 $ | Emiliana Arango       | Wang Xiyu                 | 6-3, 0-6, 7-60 |
| 11 octobre | W25 Lima                        | Terre battue | 25 000 $ | Dea Herdželaš         | Katharina Gerlach         | 6-2, 6-2       |
| 11 octobre | W25 Lagos                       | Dur (ext.)   | 25 000 $ | Antonia Ružić         | Isabella Shinikova        | 6-1, 6-4       |
| 11 octobre | W15 Antalya                     | Terre battue | 15 000 $ | Rosa Vicens Mas       | Sonay Kartal              | 6-1, 2-6, 6-3  |
| 11 octobre | W15 Norman                      | Dur (ext.)   | 15 000 $ | Raveena Kingsley      | Annabelle Xu              | 6-2, 6-0       |
| 11 octobre | W15 Cancún                      | Dur (ext.)   | 15 000 $ | Darja Semeņistaja     | Rachel Gailis             | 7-5, 7-5       |
| 11 octobre | W15 Piracicaba                  | Terre battue | 15 000 $ | Miriana Tona          | Luisa Meyer auf der Heide | 6-1, 6-2       |
| 11 octobre | W15 Monastir                    | Dur (ext.)   | 15 000 $ | Tamira Paszek         | Natsumi Kawaguchi         | 6-2, 6-3       |
| 11 octobre | W15 Charm el-Cheikh             | Dur (ext.)   | 15 000 $ | Bai Zhuoxuan          | Emilie Lindh Gallagher    | 6-3, 6-2       |
| 11 octobre | W15 Sozopol                     | Dur (ext.)   | 15 000 $ | Nastja Kolar          | Martha Matoula            | 7-5, 3-6, 6-1  |
| 11 octobre | W15 Kazan                       | Dur (int.)   | 15 000 $ | Daria Kudashova       | Ekaterina Maklakova       | 6-2, 5-7, 6-1  |
| 18 octobre | W80 Macon                       | Dur (ext.)   | 80 000 $ | Madison Brengle       | Zarina Diyas              | 6-4, 4-6, 6-4  |
| 18 octobre | W25 Rio do Sul                  | Terre battue | 25 000 $ | Panna Udvardy         | Daniela Seguel            | 6-1, 6-0       |
| 18 octobre | W25 Séville                     | Terre battue | 25 000 $ | Diane Parry           | Elina Avanesyan           | 6-2, 6-0       |
| 18 octobre | W25 Hambourg                    | Dur (int.)   | 25 000 $ | Antonia Ružić         | Tímea Babos               | 6-2, 4-1 ab.   |
| 18 octobre | W25 Karaganda                   | Dur (int.)   | 25 000 $ | Yuliya Hatouka        | Ekaterina Kazionova       | 7-5, 6-0       |
| 18 octobre | W25 Netanya                     | Dur (ext.)   | 25 000 $ | Chloé Paquet          | Matilda Mutavdzic         | 6-3, 6-3       |
| 18 octobre | W25 Oxford                      | Terre battue | 25 000 $ | Annulé                | Annulé                    | Annulé         |
| 18 octobre | W15 Charm el-Cheikh             | Dur (ext.)   | 15 000 $ | Bai Zhuoxuan          | Li Zongyu                 | 6-4, 6-3       |
| 18 octobre | W15 Antalya                     | Terre battue | 15 000 $ | Sonay Kartal          | Amarissa Tóth             | 7-5, 7-5       |
| 18 octobre | W15 Monastir                    | Dur (ext.)   | 15 000 $ | Luksika Kumkhum       | Jennifer Luikham          | 6-2, 6-2       |
| 25 octobre | W80+H Les Franqueses del Vallès | Dur (ext.)   | 80 000 $ | Maryna Zanevska       | Ylena In-Albon            | 7-65, 6-4      |
| 25 octobre | W80 Tyler                       | Dur (ext.)   | 80 000 $ | Misaki Doi            | Harriet Dart              | 7-65, 6-2      |
| 25 octobre | W80 Poitiers                    | Dur (int.)   | 80 000 $ | Chloé Paquet          | Simona Waltert            | 6-4, 6-3       |
| 25 octobre | W25 Austin                      | Dur (ext.)   | 25 000 $ | Mirjam Björklund      | Kayla Day                 | 2-6, 6-2, 6-2  |
| 25 octobre | W25 Guayaquil                   | Terre battue | 25 000 $ | Laura Pigossi         | Katharina Gerlach         | 6-0, 6-2       |
| 25 octobre | W25 Kiryat Motzkin              | Dur (ext.)   | 25 000 $ | Lina Glushko          | Joanne Zuger              | 6-3, 6-4       |
| 25 octobre | W25 Karaganda                   | Dur (int.)   | 25 000 $ | Nigina Abduraimova    | Viktória Morvayová        | 63-7, 6-3, 6-1 |
| 25 octobre | W25 Istanbul                    | Dur (int.)   | 25 000 $ | Eva Lys               | Indy de Vroome            | 6-3, 7-64      |
| 25 octobre | W15 Monastir                    | Dur (ext.)   | 15 000 $ | Kathleen Kanev        | Adithya Karunaratne       | 6-2, 7-61      |
| 25 octobre | W15 Antalya                     | Terre battue | 15 000 $ | Julia Riera           | Rosa Vicens Mas           | 6-4, 5-7, 7-61 |
| 25 octobre | W15 Charm el-Cheikh             | Dur (ext.)   | 15 000 $ | Bai Zhuoxuan          | Eudice Chong              | 4-6, 6-0, 6-4  |

### Novembre
| Date         | Lieu du tournoi          | Surface             | Dotation  | Vainqueur                   | Finaliste              | Score            |
| ------------ | ------------------------ | ------------------- | --------- | --------------------------- | ---------------------- | ---------------- |
| 1er novembre | W100+H Séoul             | Dur (ext.)          | 100 000 $ | Annulé                      | Annulé                 | Annulé           |
| 1er novembre | W60 Nantes               | Dur (int.)          | 60 000 $  | Anhelina Kalinina           | Océane Dodin           | 7-64, 1-0 ab.    |
| 1er novembre | W25 Haabneeme            | Dur (int.)          | 25 000 $  | Katie Swan                  | Ekaterina Shalimova    | 7-63, 6-3        |
| 1er novembre | W25 Orlando              | Terre battue        | 25 000 $  | Emma Navarro                | Allie Kiick            | 3-6, 6-2, 6-3    |
| 1er novembre | W15 Héraklion            | Terre battue        | 15 000 $  | Anna Gabric                 | Giorgia Pinto          | 3-6, 6-2, 6-3    |
| 1er novembre | W15 Monastir             | Dur (ext.)          | 15 000 $  | Ma Yexin                    | Julia Middendorf       | 6-4, 6-2         |
| 1er novembre | W15 Castellón            | Terre battue        | 15 000 $  | Celia Cerviño Ruiz          | Lucia Peyre            | 5-7, 6-1, 7-62   |
| 1er novembre | W15 Charm el-Cheikh      | Dur (ext.)          | 15 000 $  | Li Zongyu                   | Elena-Teodora Cadar    | 6-4, 6-2         |
| 1er novembre | W15 Solarino             | Carpette (ext.)     | 15 000 $  | Alicia Smith                | Federica Bilardo       | 6-3, 7-66        |
| 1er novembre | W15 Antalya              | Terre battue        | 15 000 $  | Julia Riera                 | Tian Fangran           | 7-64, 6-1        |
| 8 novembre   | W60+H Santiago           | Terre battue        | 60 000 $  | Anna Bondár                 | Verónica Cepede Royg   | 6-2, 6-3         |
| 8 novembre   | W25 Aparecida de Goiania | Terre battue        | 25 000 $  | Victoria Jiménez Kasintseva | Panna Udvardy          | 6-3, 7-5         |
| 8 novembre   | W25 Daytona Beach        | Terre battue        | 25 000 $  | Irina Fetecău               | Alycia Parks           | 6-1, 6-2         |
| 8 novembre   | W15 Héraklion            | Terre battue        | 15 000 $  | Martha Matoula              | Julia Kimmelmann       | 3-6, 6-2, 6-3    |
| 8 novembre   | W15 Monastir             | Dur (ext.)          | 15 000 $  | Adithya Karunaratne         | Lisa-Marie Rioux       | 6-4, 6-2         |
| 8 novembre   | W15 Charm el-Cheikh      | Dur (ext.)          | 15 000 $  | Elena-Teodora Cadar         | Bai Zhuoxuan           | 6-1, 6-3         |
| 8 novembre   | W15 Solarino             | Carpette (ext.)     | 15 000 $  | Katarína Kužmová            | Petra Csabi            | 6-1, 6-1         |
| 8 novembre   | W15 Helsingborg          | Dur (int.)          | 15 000 $  | Olga Helmi                  | Caijsa Hennemann       | 6-4, 1-6, 6-4    |
| 8 novembre   | W15 Antalya              | Terre battue        | 15 000 $  | Diana Shnaider              | Pia Lovrič             | 6-3, 6-2         |
| 15 novembre  | W25 Naples               | Terre battue        | 25 000 $  | Nefisa Berberović           | Jang Su-jeong          | 7-5, 2-6, 7-5    |
| 15 novembre  | W25 Pétange              | Dur (int.)          | 25 000 $  | Océane Dodin                | Anna Kubareva          | 6-3, 6-1         |
| 15 novembre  | W25 Funchal              | Dur (ext.)          | 25 000 $  | Zheng Qinwen                | Martina Trevisan       | 6-3, 7-5         |
| 15 novembre  | W15 Héraklion            | Terre battue        | 15 000 $  | Oana Gavrilă                | Anna Ukolova           | 3-6, 6-3, 6-4    |
| 15 novembre  | W15 Monastir             | Dur (ext.)          | 15 000 $  | Rebeka Stolmár              | Océane Babel           | 6-4, 5-7, 6-4    |
| 15 novembre  | W15 Cundinamarca         | Terre battue (int.) | 15 000 $  | María Herazo González       | Hurricane Tyra Black   | 7-65, 3-6, 7-64  |
| 15 novembre  | W15 Antalya              | Terre battue        | 15 000 $  | Jazmín Ortenzi              | Diana Demidova         | 6-0, 7-5         |
| 15 novembre  | W15 Charm el-Cheikh      | Dur (ext.)          | 15 000 $  | Bai Zhuoxuan                | Elena-Teodora Cadar    | 3-6, 7-65, 6-0   |
| 15 novembre  | W15 Solarino             | Carpette (ext.)     | 15 000 $  | Melania Delai               | Jacqueline Cabaj Awad  | 7-63, 6-3        |
| 15 novembre  | W15 Alicante             | Terre battue        | 15 000 $  | Annulé                      | Annulé                 | Annulé           |
| 22 novembre  | W100 Dubaï               | Dur (ext.)          | 100 000 $ | Daria Snigur                | Kristína Kučová        | 6-3, 6-0         |
| 22 novembre  | W60 Brasilia             | Terre battue (int.) | 60 000 $  | Panna Udvardy               | Elina Avanesyan        | 0-6, 6-4, 6-3    |
| 22 novembre  | W25 Ortisei              | Dur (int.)          | 25 000 $  | Susan Bandecchi             | Karman Thandi          | 6-4, 6-4         |
| 22 novembre  | W25 Milovice             | Dur (int.)          | 25 000 $  | Linda Nosková               | Nikola Bartůňková      | 6-3, 6-4         |
| 22 novembre  | W15 Antalya              | Terre battue        | 15 000 $  | Jazmín Ortenzi              | Daria Lodikova         | 6-0, 6-0         |
| 22 novembre  | W15 Héraklion            | Terre battue        | 15 000 $  | Michaela Laki               | Nicole Khirin          | 5-7, 6-1, 7-5    |
| 22 novembre  | W15 Monastir             | Dur (ext.)          | 15 000 $  | Sonay Kartal                | Ayumi Morita           | 6-1, 6-2         |
| 22 novembre  | W15 Lousada              | Dur (int.)          | 15 000 $  | Ku Yeon-woo                 | Živa Falkner           | 6-0, 7-5         |
| 22 novembre  | W15 Kazan                | Dur (int.)          | 15 000 $  | Polina Kudermetova          | Nigina Aburaimova      | 5-7, 6-3, 6-4    |
| 22 novembre  | W15 Cancún               | Dur (ext.)          | 15 000 $  | Raveena Kingsley            | Tiphanie Lemaître      | 6-1, 7-61        |
| 22 novembre  | W15 Le Caire             | Terre battue        | 15 000 $  | Carson Branstine            | Priska Madelyn Nugroho | 7-66, 6-1        |
| 22 novembre  | W15 Guatemala            | Dur (ext.)          | 15 000 $  | Hurricane Tyra Black        | Olivia Lincer          | 7-5, 6-3         |
| 22 novembre  | W15 Alicante             | Terre battue        | 15 000 $  | Annulé                      | Annulé                 | Annulé           |
| 29 novembre  | W25 Selva Gardena        | Dur (int.)          | 25 000 $  | Yuan Yue                    | Erika Andreeva         | 6-2, 7-64        |
| 29 novembre  | W25 Jablonec nad Nisou   | Carpette (int.)     | 25 000 $  | Sarah Beth Grey             | Anastasia Kulikova     | 6-2, 6-2         |
| 29 novembre  | W15 Monastir             | Dur (ext.)          | 15 000 $  | Ilona Georgiana Ghioroaie   | Adithya Karunaratne    | 65-7, 6-3, 6-4   |
| 29 novembre  | W15 Bengaluru            | Dur (ext.)          | 15 000 $  | Pranjala Yadlapalli         | Sowjanya Bavisetti     | 7-5, 6-2         |
| 29 novembre  | W15 Lousada              | Dur (int.)          | 15 000 $  | Angelica Moratelli          | Celia Cerviño Ruiz     | 6-3, 1-6, 7-611  |
| 29 novembre  | W15 Cancún               | Dur (ext.)          | 15 000 $  | Pamela Montez               | Caroline Lampl         | 3-6, 6-4, [10-8] |
| 29 novembre  | W15 Curitiba             | Terre battue        | 15 000 $  | Gabriela Cé                 | Thaísa Grana Pedretti  | 3-0 ab.          |
| 29 novembre  | W15 Antalya              | Terre battue        | 15 000 $  | Arina Gabriela Vasilescu    | Ksenia Laskutova       | 6-0, 6-2         |
| 29 novembre  | W15 Saint-Domingue       | Dur (ext.)          | 15 000 $  | Chanelle Van Nguyen         | Dasha Ivanova          | 6-1, 6-1         |
| 29 novembre  | W15 Héraklion            | Terre battue        | 15 000 $  | Nicole Khirin               | Radka Zelníčková       | 6-2, 6-1         |
| 29 novembre  | W15 Le Caire             | Terre battue        | 15 000 $  | Rosa Vicens Mas             | Anastasia Nefedova     | 6-4, 6-4         |

### Décembre
| Date        | Lieu du tournoi    | Surface      | Dotation | Vainqueur                  | Finaliste                | Score          |
| ----------- | ------------------ | ------------ | -------- | -------------------------- | ------------------------ | -------------- |
| 6 décembre  | W25 Potchefstroom  | Dur (ext.)   | 25 000 $ | Annulé                     | Annulé                   | Annulé         |
| 6 décembre  | W15 Le Caire       | Terre battue | 15 000 $ | Anastasia Zolotareva       | Anastasia Nefedova       | 6-4, 6-2       |
| 6 décembre  | W15 Antalya        | Terre battue | 15 000 $ | Jazmín Ortenzi             | Arina Gabriela Vasilescu | 6-2, 7-67      |
| 6 décembre  | W15 Saint-Domingue | Dur (ext.)   | 15 000 $ | Maria Herazo               | Chanelle Van Nguyen      | 6-4, 6-4       |
| 6 décembre  | W15 Solapur        | Dur (ext.)   | 15 000 $ | Rutuja Bhosale             | Vaidehi Chaudhari        | 4-6, 7-5, 6-1  |
| 6 décembre  | W15 Cancún         | Dur (ext.)   | 15 000 $ | Hina Inoue                 | Madison Sieg             | 6-2, 6-2       |
| 6 décembre  | W15 Monastir       | Dur (ext.)   | 15 000 $ | Angelica Raggi             | Nina Radovanovic         | 4-6, 6-3, 6-4  |
| 6 décembre  | W15 Villavicencio  | Terre battue | 15 000 $ | Angelica Raggi             | Nina Radovanovic         | 4-6, 6-3, 6-4  |
| 13 décembre | W25 Potchefstroom  | Dur (ext.)   | 25 000 $ | Annulé                     | Annulé                   | Annulé         |
| 13 décembre | W15 Lambaré        | Terre battue | 15 000 $ | Lara Escauriza             | Cadence Brace            | 6-3, 6-1       |
| 13 décembre | W15 Monastir       | Dur (ext.)   | 15 000 $ | Erika Sema                 | Eliessa Vanlangendonck   | 3-6, 6-4, 6-3  |
| 13 décembre | W15 Antalya        | Terre battue | 15 000 $ | Hanna Poznikhirenko        | Daria Lodikova           | 7-5, 6-1       |
| 13 décembre | W15 Gizeh          | Dur (ext.)   | 15 000 $ | Lamis Alhussein Abdel Aziz | Tatiana Prozorova        | 6-4, 7-5       |
| 13 décembre | W15 Cancún         | Dur (ext.)   | 15 000 $ | Stacey Fung                | Yuliana Monroy           | 6-2, 6-3       |
| 20 décembre | W25 Pune           | Dur (ext.)   | 25 000 $ | Moyuka Uchijima            | Diāna Marcinkēviča       | 6-2, 7-5       |
| 20 décembre | W15 Gizeh          | Dur (ext.)   | 15 000 $ | Séléna Janicijevic         | Sapfo Sakellaridi        | 6-3, 2-6, 6-2  |
| 20 décembre | W15 Monastir       | Dur (ext.)   | 15 000 $ | Eudice Chong               | Sofia Costoulas          | 3-6, 6-4, 7-65 |
| 27 décembre | W25 Navi Mumbai    | Dur (ext.)   | 25 000 $ | Ekaterina Reyngold         | Diāna Marcinkēviča       | 6-3, 6-2       |
| 27 décembre | W15 Gizeh          | Dur (ext.)   | 15 000 $ | Jasmijn Gimbrère           | Sapfo Sakellaridi        | 6-0, 6-3       |
| 27 décembre | W15 Monastir       | Dur (ext.)   | 15 000 $ | Akvilė Paražinskaitė       | Sofia Costoulas          | 7-5, 6-2       |